# Vlatko Pavletić
Vlatko Pavletić (Zagreb, 2 de desembre de 1930 – 19 de setembre de 2007) fou un polític croat. El 1955 es llicencià en filosofia en la Universitat de Zagreb, on es doctorà el 1975 i on va donar classes de literatura croata.
Quan Franjo Tuđman assolí el càrrec de president de Croàcia, fou nomenat ministre d'educació, cultura i esports. El 1992 fou elegit vicepresident de l'Acadèmia Croata de les Ciències i les Arts i membre del comitè del Parlament per a cultura i educació, i el 1995 portaveu del Parlament de Croàcia.
Quan el president Franjo Tuđman fou incapacitat per malaltia el 26 de novembre de 1999, fou nomenat president interí de Croàcia fins que el Parlament escollí com a nou portaveu Zlatko Tomčić el 2 de febrer de 2000. El 2004 es retirà de la política.